# Панов Борис Семенович
Панов Борис Семенович (10 вересня 1928, Іловайськ, Донецька область — 18 січня 2012, Донецьк) — український геолог, доктор геолого-мінералогічних наук (1975). Лауреат Державної премії України у галузі науки і техніки (1983) за цикл робіт «Теоретична і регіональна мінералогія», Заслужений діяч науки і техніки України (1996), почесний професор-доктор наук Цзилінського університету (КНР), академік АН вищої школи України (з 1993). Член редакційної колегії Малої гірничої енциклопедії.

## Біографія
Після закінчення школи № 1 м. Сталіно із золотою медаллю, Борис Семенович із першим післявоєнним набором у 1946 році вступив на геолого-розвідувальний факультет ДІІ. Вийшовши на захист дипломної роботи мріяв працювати в горах Паміра, проте декан факультету Нікольський вмовив відмінника залишитись в інституті та продовжувати науково-дослідницьку роботу у галузі рудної геології.
1956 р. Борис Семенович захистив кандидатську дисертація по темі «Геологічна будова та рудоносність Чегарникського куполу Микитівського ртутного родовища» у Ленінградському гірничому інституті. З 1958 р. обіймав посаду доцента кафедри геології, з 1965 — доцента кафедри Розвідки родовищ корисних копалин (нині кафедра Корисних копалин та екологічної геології) ДПІ.
У 60-ті роки Борис Семенович був серед тих радянських вчених, яких відряджали за кордон для викладання студентам. Так, з 1967—1968 рр. він навчав студентів-геологів у Конакрійському політехнічному інституті у Гвінеї, деякий час навіть обіймав посаду декану гірничо-геологічного факультета цього інституту.
Повернувшись на батьківщину, втілював ідею про узагальнення даних по Микитівському ртутному родовищу, поліметалічним рудам та золоту Нагольного кряжа, родовищам флюориту та рудоуправлінням півдня Донбасу, Приазов'я та прилеглих районів. Як результат, у 1975 році успішно була захищена докторська дисертація «Мінерагенія активізованої області Донбасу та його обрамлення» у Київському державному університеті. У 1976—1977 рр. йому присвоєно ступінь доктора геолого-мінералогічних наук та звання професора.
Того ж 1977 р. почався новий етап діяльності науковця: його було обрано завідувачем кафедри «Розвідка родовищ корисних копалин», яку він очолював 28 років — до 1 вересня 2005 року. За цей час пройшов низку закордонних відряджень та стажувань: в Інституті прикладної мінералогії Монреальського університету (Канада, 1977—1978 рр.), стажування у Чанчуньському геологічному інституті (КНР, 1985—1986 рр.), Національний інженерний університет м. Ліма (Перу, 1989 р.), Чехія, Австралія, США та ін.

## Науковий доробок
Борис Семенович є визнаним спеціалістом у вивченні мінералогії та мінерагенії Донецького басейну. Він є основним співавтором монографії «Мінералогія Донецького басейну» у двох частинах, в якій вперше підсумовано результати більш ніж 250-річного дослідження басейну.
Саме він у 80-х роках виявив прихований металогенічний та нафтогазоносний пояс Євразії глобальної простягненості, який приурочений до лінеаменту Карпінського. Ця ідея пізніше була підтверджена фактичними матеріалами геолого-геофізичних, мінералого-геохімічних, структурно-тектонічних досліджень.
Під керівництвом Бориса Семеновича успішно розробляються та успішно вводяться в практику нові способи геолого-геофізичних досліджень для вирішення завдань пошукової, розвідувальної та інженерної геології. Він є співавтором 4 винаходів та 2 патентів України та Росії.
За 50 років активної творчої діяльності Борис Семенович опублікував 552 наукові роботи, із них 10 монографій, 6 навчальних посібників, у тому числі і у зарубіжних видавництвах. Серед його учнів 6 докторів та 14 кандидатів геологічних наук.
Член редакційної колегії Малої гірничої енциклопедії.

## Звання та нагороди
- 1983 р. Борис Семеновий удостоєний звання Лауреата Державної премії України в області науки і техніки.
- 1991 р. став почесним розвідником надр СРСР.
- 1993 р. обраний академіком Академії наук Вищої школи України.
- 1996 р. отримав нагороду Ярослава Мудрого.
- 1996 р. Президентом України присвоєно звання Заслуженого діяча науки і техніки України.
- 2002 р. обраний почесним академіком Міжнародної академії наук екології та безпеки життєдіяльності.